# Auftragendes Papier
Auftragendes Papier ist verhältnismäßig dick, dabei aber noch relativ leicht. Es ist möglichst wenig gepresst und enthält keine Füllstoffe als Beschwerung. Benutzt wird es bei Büchern, die einen geringen Umfang haben, aber gewichtiger aussehen sollen. Hergestellt wird es meistens aus Alfagras oder Natronzellulose.